# 시오미 치카
시오미 치카(潮見知佳, 2월 21일 - )는 일본 아이치현 출신의 여성 만화가이다.
1993년, 『미스터리 보니타』(ミステリーボニータ)(아키타 쇼텐)에 게재된 「도달하는 시간이 지나도」(とどける時を過ぎても)로 데뷔. 그 후, 『보니타』(ボニータ), 『키라라16』(きらら16)(모두의 아키타 쇼텐)이나 『별책 하나토유메』(하쿠센샤) 등에서 판타지 작품을 중심으로 발표에서 활약.
2014년 7월호부터 「유라라의 달」(ゆららの月), 「나찰의 꽃」(らせつの花)에 걸쳐, 「유메노 모리토」(ゆめの守人)의 연재를 별책 하나토유메에서 개시했다.

## 작품 리스트
- CANON (1994년 - 1995년, 미스터리EX, 아키타 쇼텐 보니타 코믹스 스페셜 전 4권))
- 야수들의 밤(獣たちの夜) (1996년 - 1998년, 키라라16・키라라 세즈, 아키타 쇼텐 키라라16 코믹스 전 6권))
- KEY JACK (1998년 - 2009년, CAIN〔각켄〕, 미스터리 보니타〔아키타 쇼텐〕, 키라라16 코믹스 전 7) , 신장판 보니타 코믹스α 전 4권))
- B-EYES (블랙 아이즈) (1999년 - 2000년, 별책 하나토유메, 하쿠센샤 하나토유메COMICS 전 4) , 하쿠센샤 문고 전 2권))
- 유라라의 달(ゆららの月) (2002년 - 2005년, 별책 하나토유메, 하쿠센샤 하나토유메COMICS 전 5권))
- 나찰의 꽃(らせつの花) (2005년 - 2010년, 별책 하나토유메, 하쿠센샤 하나토유메COMICS 전 9권))
- 라쿠도니아(ラグトニア) (2006년 - 2013년, 몽환 앤솔로지 시리즈, 쇼덴샤 Feel 코믹스 판타지 전 4권))
- 유카리즘(ゆかりズム) (2010년 - 2014년, 별책 하나토유메, 하쿠센샤 하나토유메COMICS 전 4권))
- KEY JACK TEENAGE EDITION (2011년 - 2015년, 아키타 쇼텐 보니타 코믹스 전 2권))
- 일곱 번 빙그르(七つのくるり) (2012년　- 2013년, ITAN, 고단샤 전 2권))
- 유메토 모리토(ゆめの守人) (2014년 - 연재 중, 별책 하나토유메, 하쿠센샤 하나토유메COMICS 2권 간행))